# Peter Fitzgerald (Leichtathlet)
Peter Fitzgerald (* 27. Oktober 1953) ist ein ehemaliger australischer Sprinter.
Bei den Olympischen Spielen 1976 in Montreal schied er über 100 m im Vorlauf aus und erreichte über 200 m das Halbfinale.
1975 wurde er Australischer Meister über 200 m.

## Persönliche Bestzeiten
- 100 m: 10,3 s, 1. März 1975
- 200 m: 20,97 s, 19. März 1977, Auckland (handgestoppt: 20,5 s, 16. Dezember 1976, Melbourne)